# Beotigogae (métro de Séoul)
Beotigogae est une station de la ligne 6 du métro de Séoul. Elle est située dans l'arrondissement de Jung-gu, à Séoul en Corée du Sud.